# 妙見町 (名古屋市)
妙見町（みょうけんちょう）は、愛知県名古屋市昭和区の地名。丁目の設定はない。住居表示未実施。

## 地理
名古屋市昭和区東部に位置する。東は天白町八事、西は山手通、北は高峯町に接する。

## 歴史

### 地名の由来
川名山妙見堂（現妙見山浄昇寺）の名称による。眼病治癒祈願の満願者が、摂津国能勢の妙見大菩薩の分身を祀ったことによる。

### 沿革
- 1934年（昭和9年）
  - 8月23日 - 区画整理に伴い愛知郡天白村大字八事字裏山の一部（地積五畝一歩：約499 m2）を名古屋市に編入し[4]、編入した領域をもって中区大字八事が成立[5]。
  - 10月1日 - 中区広路町の一部と中区大字八事の全域により、同区妙見町として成立[5]。
- 1937年（昭和12年）10月1日 - 昭和区成立に伴い、同区妙見町となる[5]。

## 世帯数と人口
2019年（平成31年）1月1日現在の世帯数と人口は以下の通りである。
| 町丁   | 世帯数  | 人口  |
| ------ | ------- | ----- |
| 妙見町 | 370世帯 | 615人 |

### 人口の変遷
国勢調査による人口の推移
| 1950年（昭和25年） | 201人   | [ 6 ]     |  |
| 1955年（昭和30年） | 368人   | [ 6 ]     |  |
| 1960年（昭和35年） | 469人   | [ 7 ]     |  |
| 1965年（昭和40年） | 693人   | [ 7 ]     |  |
| 1970年（昭和45年） | 848人   | [ 8 ]     |  |
| 1975年（昭和50年） | 1,012人 | [ 8 ]     |  |
| 1980年（昭和55年） | 946人   | [ 9 ]     |  |
| 1985年（昭和60年） | 925人   | [ 9 ]     |  |
| 1990年（平成2年）  | 918人   | [ 10 ]    |  |
| 1995年（平成7年）  | 849人   | [ 11 ]    |  |
| 2000年（平成12年） | 709人   | [ WEB 6 ] |  |
| 2005年（平成17年） | 691人   | [ WEB 7 ] |  |
| 2010年（平成22年） | 678人   | [ WEB 8 ] |  |
| 2015年（平成27年） | 748人   | [ WEB 9 ] |  |

## 学区
市立小・中学校に通う場合、学校等は以下の通りとなる。また、公立高等学校に通う場合の学区は以下の通りとなる。
| 番・番地等 | 小学校               | 中学校               | 高等学校 |
| ---------- | -------------------- | -------------------- | -------- |
| 全域       | 名古屋市立滝川小学校 | 名古屋市立川名中学校 | 尾張学区 |

## 施設
- 日本赤十字社愛知医療センター名古屋第二病院（旧称：名古屋第二赤十字病院）[2]
- 真宗大谷派正福寺[2]
- 日蓮宗浄昇寺[2]
- 円立寺[2]

- 浄昇寺

## その他

### 日本郵便
- 郵便番号 : 466-0814[WEB 3]（集配局：昭和郵便局[WEB 12]）。

## 交通
日本赤十字社愛知医療センター名古屋第二病院（旧称：名古屋第二赤十字病院）の近くに名古屋市営地下鉄名城線の八事日赤駅がある。また、名古屋市営バスの妙見町停留所もあり、栄や金山、平針住宅などへの多数の系統が発着している。

### WEB
1. 1 2  “愛知県名古屋市昭和区の町丁・字一覧”.   人口統計ラボ. 2016年2月12日閲覧。
2. 1 2  “町・丁目(大字)別、年齢(10歳階級)別公簿人口(全市・区別)”.   名古屋市 (2019年1月23日). 2019年1月23日閲覧。
3. 1 2  “郵便番号”.  日本郵便. 2019年1月6日閲覧。
4. ↑  “市外局番の一覧”.   総務省. 2019年1月6日閲覧。
5. ↑  名古屋市役所市民経済局地域振興部住民課町名表示係 (2015年10月21日). “昭和区の町名一覧”.   名古屋市. 2016年1月29日閲覧。
6. ↑  名古屋市役所総務局企画部統計課統計係 (2005年7月1日). “（刊行物）名古屋の町(大字)・丁目別人口 (平成12年国勢調査) 昭和区” (xls). 2015年10月15日閲覧。
7. ↑  名古屋市役所総務局企画部統計課統計係 (2007年6月27日). “（刊行物）名古屋の町(大字)・丁目別人口 (平成17年国勢調査) (7)昭和区(第1表から第3表）” (xls). 2015年10月15日閲覧。
8. ↑  名古屋市役所総務局企画部統計課統計係 (2012年4月22日). “（刊行物）名古屋の町(大字)・丁目別人口 (平成22年国勢調査) (7)昭和区(第1表から第3表）” (xls). 2015年10月15日閲覧。
9. ↑  名古屋市役所総務局企画部統計課統計係 (2016年3月31日). “（刊行物）名古屋の町(大字)・丁目別人口 (平成27年国勢調査) (7)昭和区(第1表から第3表）” (xls). 2016年7月28日閲覧。
10. ↑  “市立小・中学校の通学区域一覧”.   名古屋市 (2018年11月10日). 2019年1月14日閲覧。
11. ↑  “平成29年度以降の愛知県公立高等学校（全日制課程）入学者選抜における通学区域並びに群及びグループ分け案について”.   愛知県教育委員会 (2015年2月16日). 2019年1月14日閲覧。
12. ↑  郵便番号簿 平成29年度版 - 日本郵便. 2019年01月06日閲覧 (PDF)

### 書籍
1. ↑  名古屋市計画局 1992.
2. 1 2 3 4 5 6  「角川日本地名大辞典」編纂委員会 1989, p. 1460.

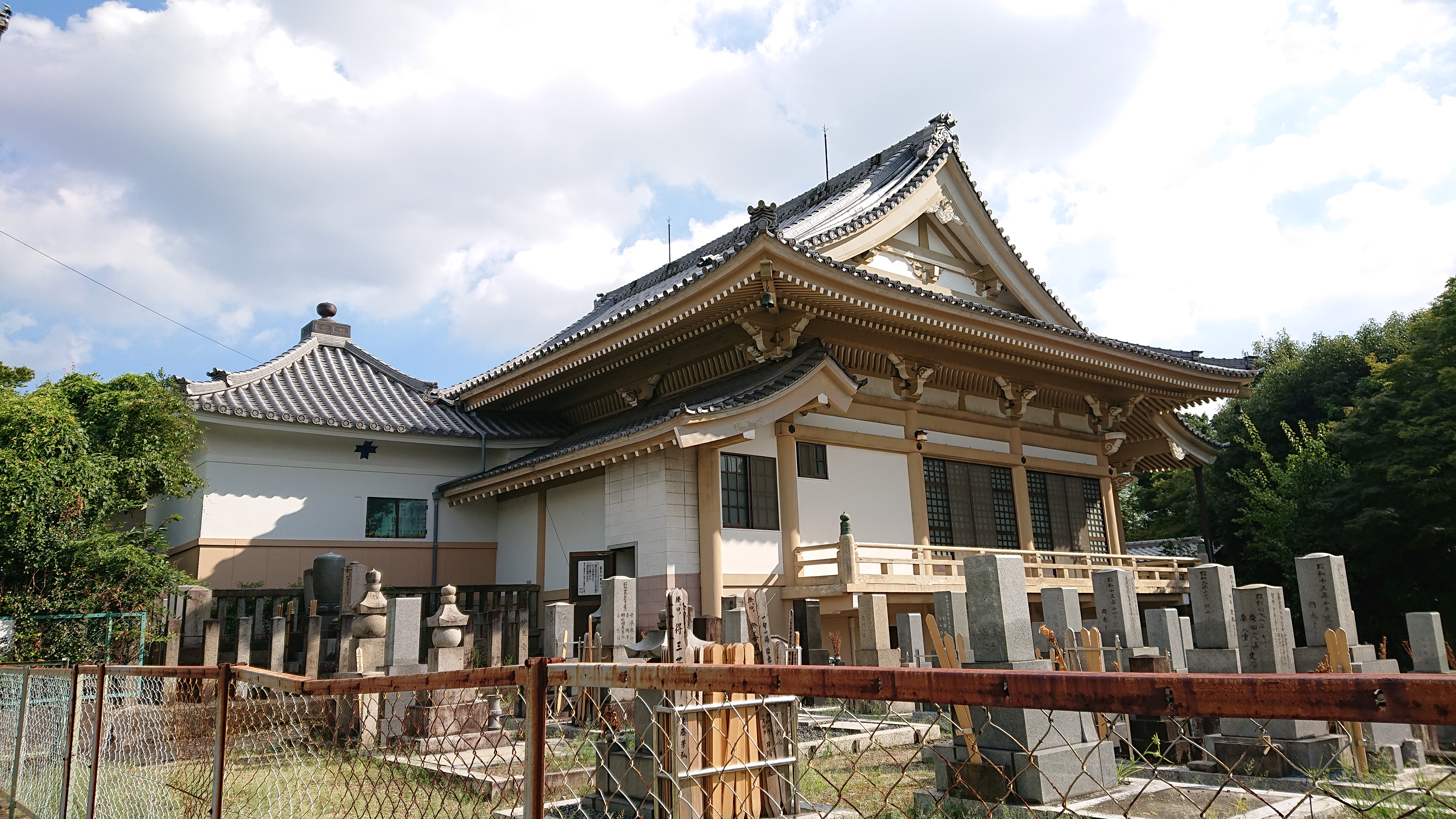
浄昇寺

3. 1 2  「角川日本地名大辞典」編纂委員会 1989, p. 1308.
4. ↑  「告示第八百九十五號」『愛知県公報』第784号、愛知県、953頁、1934年8月24日。
5. 1 2 3  名古屋市計画局 1992, p. 793.
6. 1 2  名古屋市総務局企画室統計課 1957, p. 83.
7. 1 2  名古屋市総務局企画部統計課 1967, p. 76.
8. 1 2  名古屋市総務局統計課 1977, p. 52.
9. 1 2  名古屋市総務局統計課 1986, p. 70.
10. ↑  名古屋市総務局企画部統計課 1991, p. 38.
11. ↑  名古屋市総務局企画部統計課 1996, p. 101.

### 統計資料
- 名古屋市総務局企画室統計課 編『昭和31年版 名古屋市統計年鑑』名古屋市、1957年。
- 名古屋市総務局企画部統計課 編『昭和41年版 名古屋市統計年鑑』名古屋市、1967年。
- 名古屋市総務局統計課 編『昭和51年版 名古屋市統計年鑑』名古屋市、1977年。
- 名古屋市総務局統計課 編『昭和60年国勢調査 名古屋の町・丁目別人口（昭和60年10月1日現在）』名古屋市役所、1986年。
- 名古屋市総務局企画部統計課 編『平成2年国勢調査 名古屋の町（大字）別・年齢別人口（平成2年10月1日現在）』名古屋市役所、1994年。
- 名古屋市総務局企画部統計課 編『平成7年国勢調査 名古屋の町（大字）・丁目別人口（平成7年10月1日現在）』名古屋市役所、1996年。